# Edgar Carício de Gouvêa
Edgar Carício de Gouvêa (* 1. Juli 1921 in Belém de Maria, Pernambuco; † 12. April 2000 in Bom Conselho) war ein brasilianischer Geistlicher und römisch-katholischer Bischof von Irecê.

## Leben
Edgar Carício de Gouvêa empfing am 23. Januar 1944 das Sakrament der Priesterweihe.
Am 13. Juni 1983 ernannte ihn Papst Johannes Paul II. zum Bischof von Irecê. Der Bischof von Palmares, Acácio Rodrigues Alves, spendete ihm am 8. September desselben Jahres die Bischofsweihe; Mitkonsekratoren waren der Bischof von Garanhuns, Tiago Postma, und der Erzbischof von Manaus, Milton Corrêa Pereira.
Am 2. März 1994 nahm Johannes Paul II. das von Edgar Carício de Gouvêa vorgebrachte Rücktrittsgesuch an.